# Nom inventé
Un nom inventé est un terme générique qui peut correspondre aux pseudonymes, noms attribués et autres. 

## Pseudonymes
Un pseudonyme est un nom d'emprunt qu'une personne porte pour exercer une activité sous un autre nom que celui de son identité officielle.
Il se distingue du surnom en ceci qu'il est choisi par la personne qui le porte au lieu de lui être attribué par un tiers.
- Apodo
- Blase
- Nom de clandestinité
- Nom de code
- Nom de guerre
- Nom de plume
- Nom de règne
- Nom de résistance
- Nom de ring
- Nom de scène
- Nom en religion
- Pseudonyme hétéronyme
- Nom d'artiste
- Prénom social
- Yagō

## Noms attribués (identité inconnue)
Cette catégorie regroupe des personnes dont on n'a pas pu établir l'identité et qui sont désignées par un nom qu'on leur a attribué. Elles se distinguent des personnes qui ont volontairement gardé l'anonymat et ne sont connues que par le pseudonyme qu'elles se sont elles-mêmes choisi (« Pseudonyme (identité inconnue) »).
- Nom de convention ou nom de commodité
- Maîtres anonymes

## Autres
Par ailleurs, il existe d'autres formes de nom inventé, notamment : 
- Cryptonyme
- Hagionyme
- Mononyme
- Pantonyme
- Rétronyme